# Andrea Deck
Pour les articles homonymes, voir Deck.
Andrea Deck, née le 5 février 1994 à Grosse Pointe (Michigan), aux États-Unis, est une actrice américaine.

## Biographie
Andrea Deck a reçu sa formation à l'Académie de musique et d'art dramatique de Londres (London Academy of Music and Dramatic Art).
En 2014, elle prête sa voix à la Amanda Ripley, fille d'Ellen Ripley, protagoniste du jeu vidéo Alien: Isolation qui fait suite au film Alien de 1979.

## Filmographie

### Au cinéma
- 2009 : In Love with a Nun : Jill
- 2012 : Les Misérables : Turning Woman 6
- 2013 : La Prophétie de l'anneau (The Lovers) : Allie
- 2013 : Cartel (The Counselor) : Watching Girl
- 2015 : Creditors : Chloe Fleury
- 2016 : Le Procès du siècle (Denial) : Leonie
- 2016 : Eleanor (film)Ó : Felicity
- 2017 : Instrument of War : Anne Cline
- 2018 : Otages à Entebbe (7 Days in Entebbe) de José Padilha : Patricia Martel
- 2018 : The Ghost Writer : Jane

### À la télévision
- 2013 : Paganini, le violoniste du diable (Der Teufelsgeiger) : Charlotte Watson
- 2020 : Homeland : Jenna Bragg

### Jeux vidéo
- 2014 : Alien: Isolation : Amanda Ripley (voix)
- 2019 : Alien: Blackout : Amanda Ripley (voix)